# The Ashes
Il The Ashes (chiamato a volte anche The Ashes series) è una competizione di cricket gestita dall'International Cricket Council (ICC). L'evento è la più antica competizione internazionale di cricket e una delle più antiche manifestazioni sportive ancora in corso essendo stato istituito nel 1882 e dalla prima edizione è stato interrotto solo in occasione della prima e della seconda guerra mondiale. L'evento ha un grandissimo seguito di pubblico nei due paesi interessati (soprattutto in Australia).

## Storia
La parola Ashes significa ceneri, il motivo per cui questo trofeo porta un nome così insolito è dovuto alle strane circostanze in cui esso nacque durante la tournée della nazionale australiana di cricket in Inghilterra 1882.
Nel 1877 la selezione inglese si recò in tour in Australia per sfidare una selezione formata dai migliori giocatori locali in una serie di due partite. La prima delle serie di sfide iniziò il 15 marzo al Melbourne Cricket Ground (l'incontro è considerato il primo test match nella storia), in quell'occasione la vittoria andò alla selezione australiana. Il 31 marzo iniziò il secondo match che si concluse con la vittoria degli inglesi, tuttavia la sconfitta iniziale fece pensare a molti che la superiorità degli inglesi non fosse più indiscutibile. Nella sfida disputata a partire dal 28 agosto 1882 al The Oval di Londra per la prima volta nella storia la selezione inglese fu sconfitta in casa dalla selezione australiana destando non poco scalpore e delusione nei tifosi inglesi. Ironicamente in quei giorni la rivista Sporting News pubblicò un ironico necrologio per ricordare la "morte" del cricket inglese e il fatto che le ceneri sarebbero state portate in Australia:

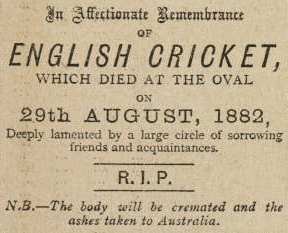
Il necrologio

In Affectionate Remembrance
of
ENGLISH CRICKET,
which died at the Oval
on
29th AUGUST, 1882,
Deeply lamented by a large circle of sorrowing
friends and acquaintances
----
R.I.P.
----
N.B.—The body will be cremated and the
ashes taken to Australia.
Nel dicembre del 1882 il Conte Ivo Bligh fu incaricato di capitanare la selezione inglese che si recò in Australia per una serie di tre test match; l'attenzione del mondo del cricket era notevole da entrambe le parti: l'Australia voleva confermare che la vittoria di qualche mese prima non fu solo un caso, mentre l'Inghilterra voleva riconquistare il prestigio perduto e vendicare l'amara sconfitta. La prima partita fu vinta dagli australiani ma gli inglesi si rifecero vincendo le altre due sfide e la serie.
Al termine del terzo test match, Bligh fu contattato da alcune signore australiane (tra cui Florence Morphy, futura moglie del capitano inglese), che gli consegnarono una piccola urna; al suo interno, erano conservati i resti di alcuni bail (i paletti delle porte) bruciati: Bligh la riportò in patria e gli appassionati affermarono che le ceneri erano state riconquistate.

## Formato
Parlando delle Ashes non si può propriamente parlare di un torneo ma piuttosto di una sfida, o meglio di una serie di sfide. Infatti la formula del torneo prevede una serie di sfide (generalmente 5 ma si sono avute delle variazioni nel corso degli anni) tra la nazionale di cricket dell'Inghilterra e la nazionale di cricket dell'Australia. La forma di cricket utilizzata è il Test cricket pertanto ognuna delle 5 partite può arrivare a durare fino ad un massimo di 5 giorni, aggiungendo i periodi di riposo tra una partita e l'altra ne consegue che l'intera serie copre un arco di tempo particolarmente lungo arrivando ad occupare oltre due mesi di tempo anche perché la selezione ospite generalmente gioca anche altre partite oltre a quelle del The Ashes contro selezioni locali.
La sfida viene organizzata a turno dalle due nazioni e si disputa ogni due anni, tuttavia essendo il cricket uno sport prettamente estivo (non si gioca in caso di pioggia e le partite vengono annullate, sospese, rinviate o modificate) ed essendo le stagioni dei due emisferi invertite il lasso di tempo che trascorre tra una edizione e l'altra varia considerevolmente. Infatti le edizioni in Australia si giocano tra novembre e gennaio (estate australe) mentre quelle giocate in Inghilterra tra luglio e settembre (estate boreale); pertanto tra l'edizione inglese e quella australiana l'attesa non è di due anni ma di soli 18 mesi, viceversa il periodo di tempo che trascorre tra l'edizione australiana e quella inglese è di circa 30 mesi.
La squadra che riesce ad aggiudicarsi il maggior numero di incontri è dichiarata vincitrice della serie; poiché nel Test cricket esiste la possibilità che un match si concluda o in patta (draw, abbastanza frequente) o in parità (tie, evento rarissimo e mai accaduto nelle Ashes series) è possibile che una intera serie si concluda in parità (ad esempio due vittorie a testa e un match draw o tie), in questo caso il detentore conserva il trofeo.
Si è aggiunta alla serie di Test match anche una serie di ODI (generalmente 7) chiamata Natwest Series. Le due serie sono completamente scollegate tra loro quindi per l'assegnazione dell'Urna contano solo i Test e per la Natwest contano solo gli ODI, ne consegue che se una squadra perde i primi 3 Test ha la certezza di aver perso le Ashes perché restano altri 2 Test (insufficienti a ribaltare il punteggio) e i rimanenti 7 ODI non valgono per il trofeo. Solo dal punto di vista morale è possibile che la squadra che ha perso la serie di Test possa rifarsi vincendo la serie di ODI. Fu la sfida del 1971 a introdurre, nel cricket, il formato ODI: non essendosi potute giocare quattro sfide per pioggia, le due parti si accordarono per un'unica sfida di un giorno.

## Albo d'oro
| Serie | Anno    | Organizzatore | Inizio           | Partite giocate | Vittorie Australia | Vittorie Inghilterra | Patte | Vincitore   | Detentore   |
| ----- | ------- | ------------- | ---------------- | --------------- | ------------------ | -------------------- | ----- | ----------- | ----------- |
| 1     | 1882-83 | Australia     | 30 dicembre 1882 | 3               | 1                  | 2                    | 0     | Inghilterra | Inghilterra |
| 2     | 1884    | Inghilterra   | 11 luglio 1884   | 3               | 0                  | 1                    | 2     | Inghilterra | Inghilterra |
| 3     | 1884-85 | Australia     | 12 dicembre 1884 | 5               | 2                  | 3                    | 0     | Inghilterra | Inghilterra |
| 4     | 1886    | Inghilterra   | 5 luglio 1886    | 3               | 0                  | 3                    | 0     | Inghilterra | Inghilterra |
| 5     | 1886-87 | Australia     | 28 gennaio 1887  | 2               | 0                  | 2                    | 0     | Inghilterra | Inghilterra |
| 6     | 1887-88 | Australia     | 10 febbraio 1888 | 1               | 0                  | 1                    | 0     | Inghilterra | Inghilterra |
| 7     | 1888    | Inghilterra   | 16 luglio 1888   | 3               | 1                  | 2                    | 0     | Inghilterra | Inghilterra |
| 8     | 1890    | Inghilterra   | 21 luglio 1890   | 2 (3)           | 0                  | 2                    | 0     | Inghilterra | Inghilterra |
| 9     | 1891-92 | Australia     | 1º gennaio 1892  | 3               | 2                  | 1                    | 0     | Australia   | Australia   |
| 10    | 1893    | Inghilterra   | 17 luglio 1893   | 3               | 0                  | 1                    | 2     | Inghilterra | Inghilterra |
| 11    | 1894-95 | Australia     | 14 dicembre 1894 | 5               | 2                  | 3                    | 0     | Inghilterra | Inghilterra |
| 12    | 1896    | Inghilterra   | 22 giugno 1896   | 3               | 1                  | 2                    | 0     | Inghilterra | Inghilterra |
| 13    | 1897-98 | Australia     | 13 dicembre 1897 | 5               | 4                  | 1                    | 0     | Australia   | Australia   |
| 14    | 1899    | Inghilterra   | 1º giugno 1899   | 5               | 1                  | 0                    | 4     | Australia   | Australia   |
| 15    | 1901-02 | Australia     | 13 dicembre 1901 | 5               | 4                  | 1                    | 0     | Australia   | Australia   |
| 16    | 1902    | Inghilterra   | 29 maggio 1902   | 5               | 2                  | 1                    | 2     | Australia   | Australia   |
| 17    | 1903-04 | Australia     | 11 dicembre 1903 | 5               | 2                  | 3                    | 0     | Inghilterra | Inghilterra |
| 18    | 1905    | Inghilterra   | 29 maggio 1905   | 5               | 0                  | 2                    | 3     | Inghilterra | Inghilterra |
| 19    | 1907-08 | Australia     | 13 dicembre 1907 | 5               | 4                  | 1                    | 0     | Australia   | Australia   |
| 20    | 1909    | Inghilterra   | 27 maggio 1909   | 5               | 2                  | 1                    | 2     | Australia   | Australia   |
| 21    | 1911-12 | Australia     | 15 dicembre 1911 | 5               | 1                  | 4                    | 0     | Inghilterra | Inghilterra |
| 22    | 1912    | Inghilterra   | 27 maggio 1912   | 3               | 0                  | 1                    | 2     | Inghilterra | Inghilterra |
| 23    | 1920-21 | Australia     | 17 dicembre 1920 | 5               | 5                  | 0                    | 0     | Australia   | Australia   |
| 24    | 1921    | Inghilterra   | 28 maggio 1921   | 5               | 3                  | 0                    | 2     | Australia   | Australia   |
| 25    | 1924-25 | Australia     | 19 dicembre 1924 | 5               | 4                  | 1                    | 0     | Australia   | Australia   |
| 26    | 1926    | Inghilterra   | 12 giugno 1926   | 5               | 0                  | 1                    | 4     | Inghilterra | Inghilterra |
| 27    | 1928-29 | Australia     | 30 novembre 1928 | 5               | 1                  | 4                    | 0     | Inghilterra | Inghilterra |
| 28    | 1930    | Inghilterra   | 13 giugno 1930   | 5               | 2                  | 1                    | 2     | Australia   | Australia   |
| 29    | 1932-33 | Australia     | 2 dicembre 1932  | 5               | 1                  | 4                    | 0     | Inghilterra | Inghilterra |
| 30    | 1934    | Inghilterra   | 8 giugno 1934    | 5               | 2                  | 1                    | 2     | Australia   | Australia   |
| 31    | 1936-37 | Australia     | 4 dicembre 1936  | 5               | 3                  | 2                    | 0     | Australia   | Australia   |
| 32    | 1938    | Inghilterra   | 10 giugno 1938   | 4 (5)           | 1                  | 1                    | 2     | Parità      | Australia   |
| 33    | 1946-47 | Australia     | 29 novembre 1946 | 5               | 3                  | 0                    | 2     | Australia   | Australia   |
| 34    | 1948    | Inghilterra   | 10 giugno 1948   | 5               | 4                  | 0                    | 1     | Australia   | Australia   |
| 35    | 1950-51 | Australia     | 1º dicembre 1950 | 5               | 4                  | 1                    | 0     | Australia   | Australia   |
| 36    | 1953    | Inghilterra   | 11 giugno 1953   | 5               | 0                  | 1                    | 4     | Inghilterra | Inghilterra |
| 37    | 1954-55 | Australia     | 26 novembre 1954 | 5               | 1                  | 3                    | 1     | Inghilterra | Inghilterra |
| 38    | 1956    | Inghilterra   | 7 giugno 1956    | 5               | 1                  | 2                    | 2     | Inghilterra | Inghilterra |
| 39    | 1958-59 | Australia     | 5 dicembre 1958  | 5               | 4                  | 0                    | 1     | Australia   | Australia   |
| 40    | 1961    | Inghilterra   | 8 giugno 1961    | 5               | 2                  | 1                    | 2     | Australia   | Australia   |
| 41    | 1962-63 | Australia     | 30 novembre 1962 | 5               | 1                  | 1                    | 3     | Parità      | Australia   |
| 42    | 1964    | Inghilterra   | 4 aprile 1964    | 5               | 1                  | 0                    | 4     | Australia   | Australia   |
| 43    | 1965-66 | Australia     | 10 dicembre 1965 | 5               | 1                  | 1                    | 3     | Parità      | Australia   |
| 44    | 1968    | Inghilterra   | 6 giugno 1968    | 5               | 1                  | 1                    | 3     | Parità      | Australia   |
| 45    | 1970-71 | Australia     | 27 novembre 1970 | 6 (7)           | 0                  | 2                    | 4     | Inghilterra | Inghilterra |
| 46    | 1972    | Inghilterra   | 8 giugno 1972    | 5               | 2                  | 2                    | 1     | Parità      | Inghilterra |
| 47    | 1974-75 | Australia     | 29 novembre 1974 | 6               | 4                  | 1                    | 1     | Australia   | Australia   |
| 48    | 1975    | Inghilterra   | 10 giugno 1975   | 4               | 1                  | 0                    | 3     | Australia   | Australia   |
| 49    | 1977    | Inghilterra   | 16 giugno 1977   | 5               | 0                  | 3                    | 2     | Inghilterra | Inghilterra |
| 50    | 1978-79 | Australia     | 1º dicembre 1978 | 6               | 1                  | 5                    | 0     | Inghilterra | Inghilterra |
| 51    | 1981    | Inghilterra   | 18 giugno 1981   | 6               | 1                  | 3                    | 2     | Inghilterra | Inghilterra |
| 52    | 1982-83 | Australia     | 12 novembre 1982 | 5               | 2                  | 1                    | 2     | Australia   | Australia   |
| 53    | 1985    | Inghilterra   | 13 giugno 1985   | 6               | 1                  | 3                    | 2     | Inghilterra | Inghilterra |
| 54    | 1986-87 | Australia     | 14 novembre 1986 | 5               | 1                  | 2                    | 2     | Inghilterra | Inghilterra |
| 55    | 1989    | Inghilterra   | 8 giugno 1989    | 6               | 4                  | 0                    | 2     | Australia   | Australia   |
| 56    | 1990-91 | Australia     | 23 novembre 1990 | 5               | 3                  | 0                    | 2     | Australia   | Australia   |
| 57    | 1993    | Inghilterra   | 3 giugno 1993    | 6               | 4                  | 1                    | 1     | Australia   | Australia   |
| 58    | 1994-95 | Australia     | 25 novembre 1994 | 5               | 3                  | 1                    | 1     | Australia   | Australia   |
| 59    | 1997    | Inghilterra   | 5 giugno 1997    | 6               | 3                  | 2                    | 1     | Australia   | Australia   |
| 60    | 1998-99 | Australia     | 20 novembre 1998 | 5               | 3                  | 1                    | 1     | Australia   | Australia   |
| 61    | 2001    | Inghilterra   | 5 luglio 2001    | 5               | 4                  | 1                    | 0     | Australia   | Australia   |
| 62    | 2002-03 | Australia     | 7 novembre 2002  | 5               | 4                  | 1                    | 0     | Australia   | Australia   |
| 63    | 2005    | Inghilterra   | 21 luglio 2005   | 5               | 1                  | 2                    | 2     | Inghilterra | Inghilterra |
| 64    | 2006-07 | Australia     | 23 novembre 2006 | 5               | 5                  | 0                    | 0     | Australia   | Australia   |
| 65    | 2009    | Inghilterra   | 8 luglio 2009    | 5               | 1                  | 2                    | 2     | Inghilterra | Inghilterra |
| 66    | 2010-11 | Australia     | 25 novembre 2010 | 5               | 1                  | 3                    | 1     | Inghilterra | Inghilterra |
| 67    | 2013    | Inghilterra   | 10 luglio 2013   | 5               | 0                  | 3                    | 2     | Inghilterra | Inghilterra |
| 68    | 2013-14 | Australia     | 21 novembre 2013 | 5               | 5                  | 0                    | 0     | Australia   | Australia   |
| 69    | 2015    | Inghilterra   | 8 luglio 2015    | 5               | 2                  | 3                    | 0     | Inghilterra | Inghilterra |
| 70    | 2017-18 | Australia     | 23 novembre 2017 | 5               | 4                  | 0                    | 1     | Australia   | Australia   |
| 71    | 2019    | Inghilterra   | 1º agosto 2019   | 5               | 2                  | 2                    | 1     | Parità      | Australia   |
| 72    | 2021-22 | Australia     | 8 dicembre 2021  | 5               | 4                  | 0                    | 1     | Australia   | Australia   |
| 71    | 2023    | Inghilterra   | 16 giugno 2023   | 5               | 2                  | 2                    | 1     | Parità      | Australia   |
| 72    | 2025–26 | Australia     | 21 novembre 2025 | 5               |                    |                      |       |             |             |

## Riepilogo

### Tabella
|                              | Giocate | Vittorie Australia | Vittorie Inghilterra | Patte      |
| ---------------------------- | ------- | ------------------ | -------------------- | ---------- |
| Test Match                   | 345     | 142 (41,2%)        | 110 (31,9%)          | 93 (27%)   |
| Test in Australia            | 172     | 90 (52,3%)         | 56 (32,6%)           | 26 (15,1%) |
| Test in Inghilterra          | 173     | 52 (30,1%)         | 54 (31,2%)           | 67 (38,7%) |
| Tutte le Serie               | 73      | 34 (46,6%)         | 32 (43,8%)           | 7 (9,6%)   |
| Serie in Australia           | 36      | 20 (54,3%)         | 14 (40%)             | 2 (5,7%)   |
| Serie in Inghilterra         | 37      | 14 (37,8%)         | 18 (48,6%)           | 5 (13,5%)  |
| Aggiornato al 31 luglio 2023 |         |                    |                      |            |